# Pardosa vogelae
Pardosa vogelae là một loài nhện trong họ Lycosidae.
Loài này thuộc chi Pardosa. Pardosa vogelae được Torbjörn Kronestedt miêu tả năm 1993.